# Margarete von Sachsen (1469–1528)

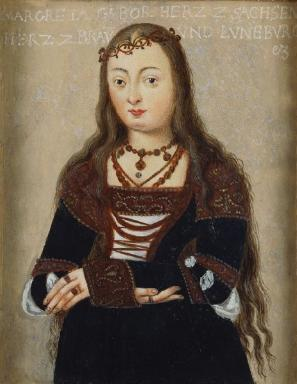
Margarete von Sachsen (1469–1528), Herzogin von Braunschweig-Lüneburg

Margarete von Sachsen (* 4. August 1469 in Meißen; † 7. Dezember 1528 in Weimar) war eine sächsische Prinzessin aus der ernestinischen Linie des Hauses Wettin und durch Heirat Herzogin von Braunschweig-Lüneburg.

## Leben
Margarete war eine Tochter des Kurfürsten Ernst von Sachsen (1441–1486) aus dessen Ehe mit Elisabeth (1443–1484), Tochter des Herzogs Albrecht III. von Bayern-München. Ihre Brüder waren die sächsischen Kurfürsten Friedrich der Weise und Johann der Beständige, ihre Schwester die dänische Königin Christine.
Margarete heiratete am 27. Februar 1487 in Celle Herzog Heinrich von Braunschweig-Lüneburg (1468–1532). Heinrich war bereits als 12-Jähriger an den sächsischen Hof geschickt worden. Eheverhandlungen fanden vermutlich schon seit 1469 statt, als Heinrichs Vater Otto mit Margaretes Onkel Wilhelm ein Bündnis eingegangen war. Die Ehe war von sächsischer Seite so lange herausgezögert worden, bis der Ausbau des Celler Schloss abgeschlossen war; Amt und Schloss Celle waren Margarete als Leibgedinge zugesichert worden.
Margarete ist in der Stadtkirche St. Peter und Paul in Weimar bestattet.

## Nachkommen
- Anna (* 1492; † jung)
- Elisabeth (1494–1572)

⚭ 1518 Herzog Karl von Geldern (1467–1538)
- Otto I. (1495–1549), Herzog von Braunschweig-Lüneburg

⚭ 1525 Meta von Campe († 1580)
- Ernst I. der Bekenner (1497–1546), Herzog von Braunschweig-Lüneburg

⚭ 1528 Prinzessin Sophie von Mecklenburg (1508–1541)
- Apollonia (1499–1571), Nonne
- Anna (1502–1568)

⚭ 1525 Herzog Barnim IX. von Pommern (1501–1573)
- Franz (1508–1549), Herzog von Braunschweig-Gifhorn

⚭ 1547 Prinzessin Clara von Sachsen-Lauenburg (1518–1576)